# Amico (nome)
Amico  è un nome proprio di persona italiano maschile.

## Varianti
- Femminili: Amica[1][2]

## Origine e diffusione
Si tratta di un nome augurale in uso soprattutto durante il Medioevo, ma attestato già nel latino Amicus: esso può riprendere direttamente il termine "amico" (dal latino amicus, correlato al verbo amare), o anche come abbreviazione del nome medievale Bonamico.
Esso coincide con un nome di origine greca, da Ἄμυκος (Amykos), latinizzato in Amycus, basato sul verbo ἀμύσσω (amysso, "lacerare", "sbranare"); questo secondo nome era portato da vari personaggi della mitologia greca, fra cui Amico, un figlio di Poseidone.
Alla diffusione del nome, a partire dal tardo Medioevo, può avere contribuito anche la figura di Amico, un paladino cristiano citato nelle chanson de geste francesi.

## Onomastico
L'onomastico può essere festeggiato in memoria di più santi, alle date seguenti:
- 12 ottobre, sant'Amico, cavaliere di Carlo Magno, martire con sant'Amelio presso Mortara[5][6]
- 2 o 3 novembre, sant'Amico, monaco a San Pietro Avellana[5][6]
- 2 novembre, sant'Amico, abate di Rambona[6]

## Persone
- Amico d'Arsoli, capitano di ventura italiano
- Amico di Avellana, monaco e santo italiano
- Amico di Giovinazzo, cavaliere normanno
- Amico di Rambona, abate e santo italiano
- Amico da Venafro, condottiero italiano
- Amico Agnifili, vescovo cattolico e cardinale italiano
- Amico Aspertini, pittore italiano
- Amico Bignami, medico italiano
- Amico Canobio, religioso, imprenditore e filantropo italiano
- Amico Ricci, storico dell'arte italiano

## Il nome nelle arti
- Amycus Carrow è un personaggio della serie di romanzi e film Harry Potter, creata da J. K. Rowling.